# 埃尔巴克
埃尔巴克（法語：Elbach，发音：[ɛlbak] 或 [ɛlbax]；德语：Ellbach）是法国上莱茵省的一个市镇，属于阿尔特基什区（Altkirch）马斯沃县（Masevaux）。该市镇总面积3.18平方公里，2009年时的人口为262人。

## 人口
埃尔巴克人口变化图示